# Enrique C. Creel
José Enrique Clay Ramón de Jesús Creel Cuilty (Chihuahua, Chihuahua; 30 de agosto de 1854-Ciudad de México, 18 de agosto de 1931), conocido como Enrique C. Creel o Enrique Creel Cuilty, fue un empresario, diplomático y político mexicano que se desempeñó como gobernador de Chihuahua de 1904 a 1906 y de 1907 a 1910 y como secretario de Relaciones Exteriores durante el gobierno de Porfirio Díaz de 1910 a 1911. Fue también fundador y presidente del Banco Central Mexicano.

## Biografía
José Enrique Clay Ramón de Jesús Creel Cuilty nació el 30 de agosto de 1854 en Chihuahua, Chihuahua. Fue el hijo del Cónsul, Reuben W. Creel y de Paz Cuilty Bustamante. Sus abuelos paternos eran Eligel Creel y Melinda Creel, y sus abuelos maternos eran Gabino Cuilty y María de la Luz Bustamante. Enrique Creel tuvo ocho hermanos: Beatriz, Carolina, Carlos, Juan, Rubén, Ermine, María y Paz. Reuben Creel, de ascendencia inglesa, nació en Greensburg, en el estado de Kentucky en los Estados Unidos, y se emigró a México en 1845. Paz Cuilty era mexicana, una miembra de una familia rica y de ascendencia española. La hermana de Paz Cuilty, Carolina Cuilty, se casó con el general y futuro gobernador chihuahuense Luis Terrazas en 1853.
Su padre, que se dedicaba al comercio, resintió los altibajos de la actividad económica por los continuos enfrentamientos armados. Sin educación formal, se convierte en un exitoso hombre de negocios en Chihuahua. En 1880 contrajo matrimonio con su prima Ángela Terrazas, hija del gobernador de Chihuahua, Luis Terrazas. Su hijo, Luis Creel Terrazas, era el abuelo del político Santiago Creel Miranda. En 1907, recibe un doctorado honorario en derecho por la Universidad de Villanova.

### Actividad política
En 1875 obtiene su primer cargo público, Regidor del Ayuntamiento de Chihuahua. Con distintos cargos, es miembro del Ayuntamiento hasta 1882, fecha en que es electo diputado al Congreso del Estado de Chihuahua.
Durante la presidencia de Porfirio Díaz ocupó el cargo de embajador de México en Washington. 
Fue Gobernador Constitucional del Estado de Chihuahua de 1907 a 1910, además de Secretario de Relaciones Exteriores al final del Porfiriato (1910-1911).
El 27 de julio de 1906, Creel, como gobernador de Chihuahua, decretó que se en ese estado, no se consideraron "útil ni lícita la venta al menudeo de bebidas embriagantes".
El 4 de marzo de 1907, Creel, como embajador de México en Estados Unidos, envió a una queja al Departamento de Estado en la que afirmó, entre otros asuntos, que "desde hace tiempo existe en la frontera, pero sobre todo en Texas, un estado de cosas que constituye una amenaza al orden y la tranquilidad de toda la zona; que mexicanos de malos antecedentes, refugiados en Estados Unidos, fomentan esa labor de criminales". El 21 de diciembre de 1909, Creel informó al presidente estadounidense William Howard Taft que el gobierno mexicano daría asilo al presidente nicaragüense José Santos Zelaya.

### Actividad empresarial
En 1882, funda el Banco Minero de Chihuahua, del cual será su presidente por más de dos décadas. Con esta experiencia, se asociará con capitales sonorenses para fundar el banco Mercantil de Cananea, y en 1889, asociado con Joaquín D. Casasús y algunos empresarios regiomontanos, fundará el Banco Mercantil de Monterrey.
El 31 de marzo de 1897, Creel y el empresario Alfredo A. Spendlove obtuvieron una concesión para construir una vía férrea de la ciudad de Chihuahua a un punto en la costa del Pacífico en el estado de Sonora. La compañía de Creel, Chihuahua al Pacífico, construyó 194 kilómetros de ferrocarril en Chihuahua de su capital al poblado de Miñaca. Este sección ahoy es parte del ferrocarril conocido como “El Chepe”.
Entre otros cargos en el sector empresarial que desempeñó están:
- 1898: Consejero Consultor de los Ferrocarriles Sudorientales de Yucatán;
- 1899: Presidente de la Asociación de Banqueros de la República Mexicana;
- 1900: Presidente de la Compañía del Ferrocarril Mineral de Chihuahua;
- 1901: Fundador y Presidente del Banco Agrícola Hipotecario de México;
- 1901: Presidente de la Compañía de Almacenes Generales de Depósito;
- 1902: Consejero de la Batopilas Mining Company y del Banco Comercial de Chihuahua;
- 1902: Vicepresidente de la Compañía del Ferrocarril Kansas City-México y Oriente, y;
- 1903: Fundador y Presidente del Banco Central Mexicano
- 1909: Miembro del Consejo de Administración de la Compañía Petrolera El Águila.[20]

### Fallecimiento
Por causa de la Revolución mexicana contra las fuerzas porfiristas, Creel abandonó México y vivió por muchos años en el destierro. Murió en la Ciudad de México, el 18 de agosto de 1931.